# شت‌پستینگ

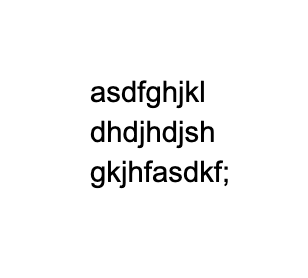
نمونه‌ای از شت‌پستینگ

شت‌پستینگ (انگلیسی: Shitposting) به پست‌ها و محتواهای پرخاشگونه، گواژه‌ای و ترول در رسانه‌های اجتماعی و تالار گفتگو در اینترنت گفته می‌شود. شت‌پست‌ها معمولا طراحی شده‌اند که گفتگوها را عمدا خراب کند یا با کمترین تلاش بیشترین واکنش را به موضوعی بدهد.برخی اوقات از آن برای بخشی از شعله‌های هماهنگ‌شده برای ناآرام کردن وبگاهی برای بازدیدکنندگان عادی استفاده می‌شود.

## تاریخچه
شت‌پستینگ گونه‌ای تازه شکل‌گرفته از فتنه‌انگیزی در اینترنت است.اصطلاح شت‌پستینگ خود در شبکه ۴چن شکل گرفت اما مفهوم آن از جنبش‌های هنری در ابتدای سده بیستم مشاهده می‌شود، مانند آثار هنری که بر پایه دائیسم و فراواقع‌گرایی شکل گرفته‌اند که از عمد کیفیت پایین داشت و برای تلنگر در جهان هنری شکل می‌گرفتند.